# 마이 독 스킵
《마이 독 스킵》(영어: My Dog Skip)은 미국에서 제작된 제이 러셀 감독의 2000년 코미디 드라마 영화이다. 프랭키 뮤니즈 등이 출연하였고, 마크 존슨 등이 제작에 참여하였다.

## 줄거리
1940년대 초반, 9살 소년 윌리의 유일한 친구이며 미시시피주 지역 스포츠 스타인 이웃 딩크가 전장으로 떠나자 윌리의 어머니는 외톨이가 된 윌리를 위해 남편의 반대에도 불구하고 스무스 폭스 테리어를 사 준다. 윌리는 이 개에게 스킵이라는 이름을 붙이고, 이후 친구들과 여자친구가 생기는 등 윌리의 삶에 좋은 변화가 생긴다.
그러나 딩크는 탈영이 그 이유로 짐작되는 불명예 제대를 당하여 본국으로 귀환한 뒤로 술꾼이 되어 지낸다. 윌리는 딩크가 참석한 첫 야구 경기에서 팀의 패배 원인이 되어 버리고, 창피스럽고 화가 난 윌리는 자신의 기운을 북돋우려고 야구장에서 꼬리를 흔들고 있던 스킵의 주둥이를 때려 버린다. 스킵은 그대로 달아나 흔적 없이 사라지는데...

## 출연진
- 프랭크 웰커
- 프랭키 뮤니즈
  - 해리 코닉 주니어
- 다이앤 레인
- 루크 윌슨
- 케빈 베이컨
- 케이틀린 왁스
- 피터 크롬비
- 클린트 하워드
- 브래들리 코옐
- 데일런 허니컷
- 코디 린리

## 기타 제작진
- 배역: 민디 마린, 마셜 펙
- 미술: 데이비드 J. 봄바
- 의상: 에디 지게어